# 穆罕默德·巴迪亞
穆罕默德·巴迪亚（全名穆罕默德·巴迪亚·阿卜杜马吉德·穆罕默德，1948年8月7日—），生於埃及西部省的马哈拉·库布拉（AR：المحلة الكبرى）。穆罕默德·巴迪亚是埃及贝尼苏韦大学兽医学院的教师。2010年1月16日接替马赫迪·阿卡非（AR:مهدي عاكف）成为埃及穆斯林兄弟会的第八任最高导师。

## 简介

### 获得学位
- 1965年，获得开罗大学兽医学士。
- 1965年，艾斯尤特大学文兽医学院讲师。
- 1977年，获得宰加济格大学兽医硕士学位和助理讲师资格。
- 1979年，获得宰加济格大学兽医学博士学位和大学教师资格。
- 1983年，宰加济格大学动物医学院助理教授。
- 1987年，开罗大学贝尼苏韦夫分校兽医学教授。

### 家庭
- 夫人是空军军官穆罕默德·赦那威（محمد علي الشناوي )之女萨米耶·赦那威（AR:سمية الشناوي)
- 长子名阿玛热（AR：عمَّار），电脑工程师，2013年8月16日死于开罗拉美西斯广场[1]
- 次子名比拉里（AR:بلال）,是放射医师。
- 女儿名达哈（AR:ضحى），药学学士，于2012年嫁给艾哈迈德·胡赛尼·穆罕默德·阿里·拉黑卜（أحمد حسين محمد علي راغب）。生有两个孩子伊雅德（حبيب ）哈比卜（إياد）

### 逮捕
埃及检察院2013年7月10日（周三）下令逮捕穆斯林兄弟会领袖巴迪。埃及官方媒体报道说，当局指控巴迪煽动了周一开罗发生的暴力冲突；至少51人在冲突中丧生。

### 判决
据埃及国家电视台28日报道，埃及明亚刑事法院当天判处683名穆兄会成员及支持者死刑，其中包括穆兄会前领导人穆罕默德·巴迪亚。法院指控这些人在去年的示威游行中参与暴力活动、蓄意纵火、冲击警察局及谋杀示威者等。